# سامبا طلا

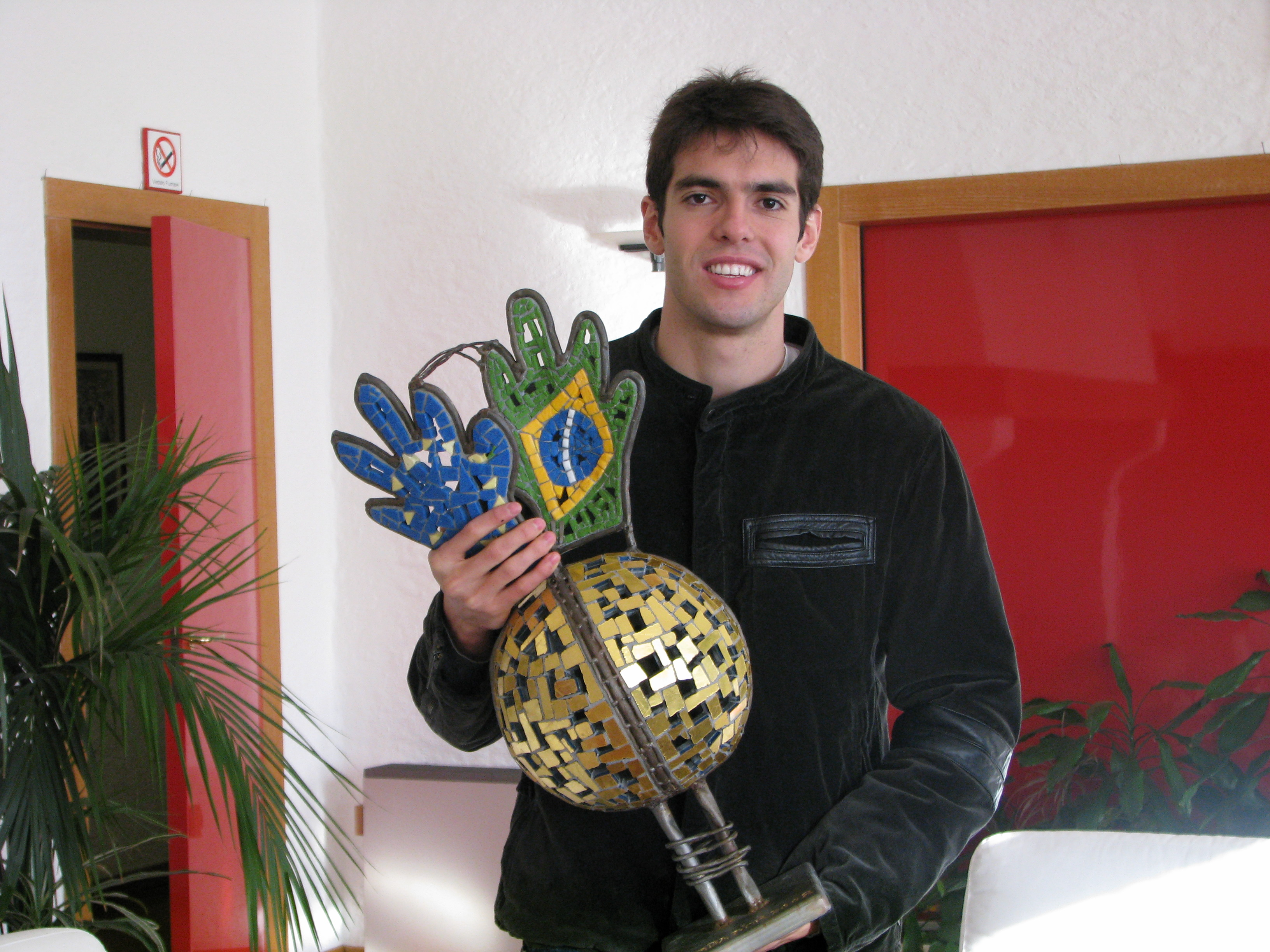
کاکا سامبا طلای ۲۰۰۸ را در میلانلو دریافت کرد

"سامبا طلا" (به پرتغالی: Samba d'Or) یک جایزه فوتبال است که به بهترین فوتبالیست برزیلی، شاغل در اروپا توسط شرکت Sambafoot داده می‌شود. این جایزه اولین بار در سال ۲۰۰۸ داده شد. سامبا طلا توسط سه هیئت رای‌دهنده تعیین می‌شود: روزنامه نگاران، فوتبالیست‌های همکار و آرا از اینترنت توسط کاربران.

## برندگان
| سال  | اول            | باشگاه       | نتیجه  | دوم            | باشگاه         | نتیجه  | سوم           | باشگاه        | نتیجه  |
| ---- | -------------- | ------------ | ------ | -------------- | -------------- | ------ | ------------- | ------------- | ------ |
| ۲۰۰۸ | کاکا           | میلان        | ۲۵٫۰۳٪ | روبینیو        | منچستر سیتی    | ۱۴٫۳۴٪ | لوئیس فابیانو | سویا          | ۱۳٫۶۵٪ |
| ۲۰۰۹ | لوئیس فابیانو  | سویا         | ۲۰٫۹۱٪ | ژولیو سزار     | اینتر میلان    | ۱۷٫۵۸٪ | کاکا          | رئال مادرید   | ۱۶٫۳۵٪ |
| ۲۰۱۰ | مایکون         | اینتر میلان  | ۱۲٫۶۰٪ | هرنانس         | لاتزیو         | ۱۰٫۷۶٪ | تیاگو سیلوا   | میلان         | ۹٫۵۶٪  |
| ۲۰۱۱ | تیاگو سیلوا    | میلان        | ۱۶٫۳۳٪ | دنی آلوز       | بارسلونا       | ۱۵٫۵۶٪ | هالک          | پورتو         | ۱۴٫۴۱٪ |
| ۲۰۱۲ | تیاگو سیلوا    | پاری سن-ژرمن | ۱۷٫۷۰٪ | رامیرس         | چلسی           | ۱۷٫۰۴٪ | ویلیان        | شاختار دونتسک | ۱۰٫۱۹٪ |
| ۲۰۱۳ | تیاگو سیلوا    | پاری سن-ژرمن | ۲۴٫۱۹٪ | دانته          | بایرن مونیخ    | ۱۴٫۶۳٪ | اسکار         | چلسی          | ۸٫۲۰٪  |
| ۲۰۱۴ | نیمار          | بارسلونا     | ۲۹٫۲۰٪ | میراندا        | اتلتیکو مادرید | ۱۶٫۳۹٪ | فیلیپه ملو    | گالاتاسرای    | ۱۶٫۰۱٪ |
| ۲۰۱۵ | نیمار          | بارسلونا     | ۳۷٫۸۷٪ | داگلاس کاستا   | بایرن مونیخ    | ۱۳٫۰۰٪ | فیلیپه ملو    | اینتر میلان   | ۹٫۳۹٪  |
| ۲۰۱۶ | فیلیپه کوتینیو | لیورپول      | ۳۲٫۱۳٪ | نیمار          | بارسلونا       | ۲۷٫۸۸٪ | کازمیرو       | رئال مادرید   | ۱۳٫۳۵٪ |
| ۲۰۱۷ | نیمار          | پاری سن-ژرمن | ۲۷٫۷۱٪ | فیلیپه کوتینیو | لیورپول        | ۱۶٫۶۴٪ | مارسلو        | رئال مادرید   | ۱۴٫۴۳٪ |
| ۲۰۱۸ | روبرتو فیرمینو | لیورپول      | ۲۱٫۷۹٪ | مارسلو         | رئال مادرید    | ۲۰٫۵۱٪ | نیمار         | پاری سن-ژرمن  | ۱۸٫۶۷٪ |
| ۲۰۱۹ | الیسون بکر     | لیورپول      | ۳۵٫۵۴٪ | روبرتو فیرمینو | لیورپول        | ۲۳٫۴۸٪ | تیاگو سیلوا   | پاری سن-ژرمن  | ۱۰٫۴۶٪ |
| ۲۰۲۰ | نیمار          | پاری سن-ژرمن |        | برونو گیمارائش | لیون           |        | کازمیرو       | رئال مادرید   |        |